# Tamphana
Tamphana is een geslacht van vlinders van de familie Apatelodidae.

## Soorten
- T. inferna Dognin, 1916
- T. lojanara Schaus, 1929
- T. maoma Schaus, 1920
- T. marmorea Schaus, 1892
- T. orion (Dognin, 1916)
- T. praecipua Schaus, 1905